# Classe 300 (Guardia di Finanza)
Le vedette per acque interne della classe 300 sono delle unità navali in servizio per la Guardia di Finanza.

## Descrizione
Si tratta di piccole e agili imbarcazioni pensate per l'impiego in acque interne poco profonde, le cui caratteristiche ne consentono la manovrabilità anche a basse velocità. Lo scafo poco ingombrante e la forma della carena le rendono ideali per l'ambiente lagunare e per i canali della città di Venezia, dove vengono normalmente impiegate nello svolgimento del servizio di pronto intervento con funzioni di tutela ambientale e di contrasto alla pesca di frodo e alla raccolta illegale di molluschi. Le due unità esistenti possono portare un equipaggio di 3 militari e raggiungere una velocità massima di 30 nodi; sono realizzate in vetroresina rinforzata. La propulsione è garantita da due motori entrobordo prodotti dalla Volvo Penta, ognuno dei quali è in grado di erogare 200 CV.